# Splitkein

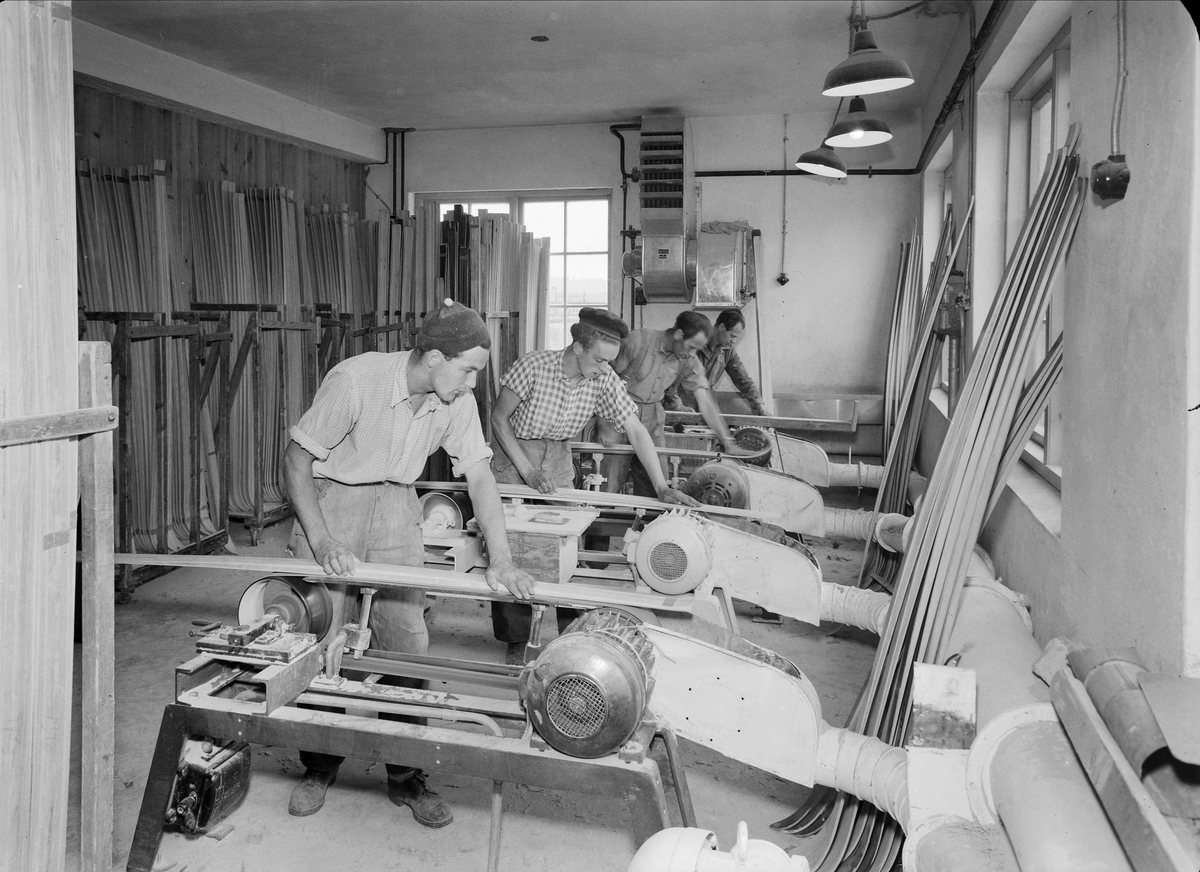
Tillverkning av Splitkeinskidor 1951.

Splitkein (av engelskans split cane) är en skidtyp som består av ihoplimmade trälameller som gör skidan lätt och stark. Splitkein-skidan fick sitt genombrott på 1930-talet.

## Historia
Den norska uppfinnaren Jørgen Aaland (känd som George Aaland i USA) utvecklade splitkein-skidan under 1930-talet då han levde i USA. Idén om denna typ av skidkonstruktion hade funnits sedan 1890-talet. 1933 lämnade Aalands samarbetspartner in ett patent in till den amerikanska patentmyndigheten. Samtidigt hade konstruktionen med laminerat trä tagits fram av Bjørn Ullevoldsæter i Norge som vid samma tid lämnade in ett patent.

### Splitkeinfabrikken

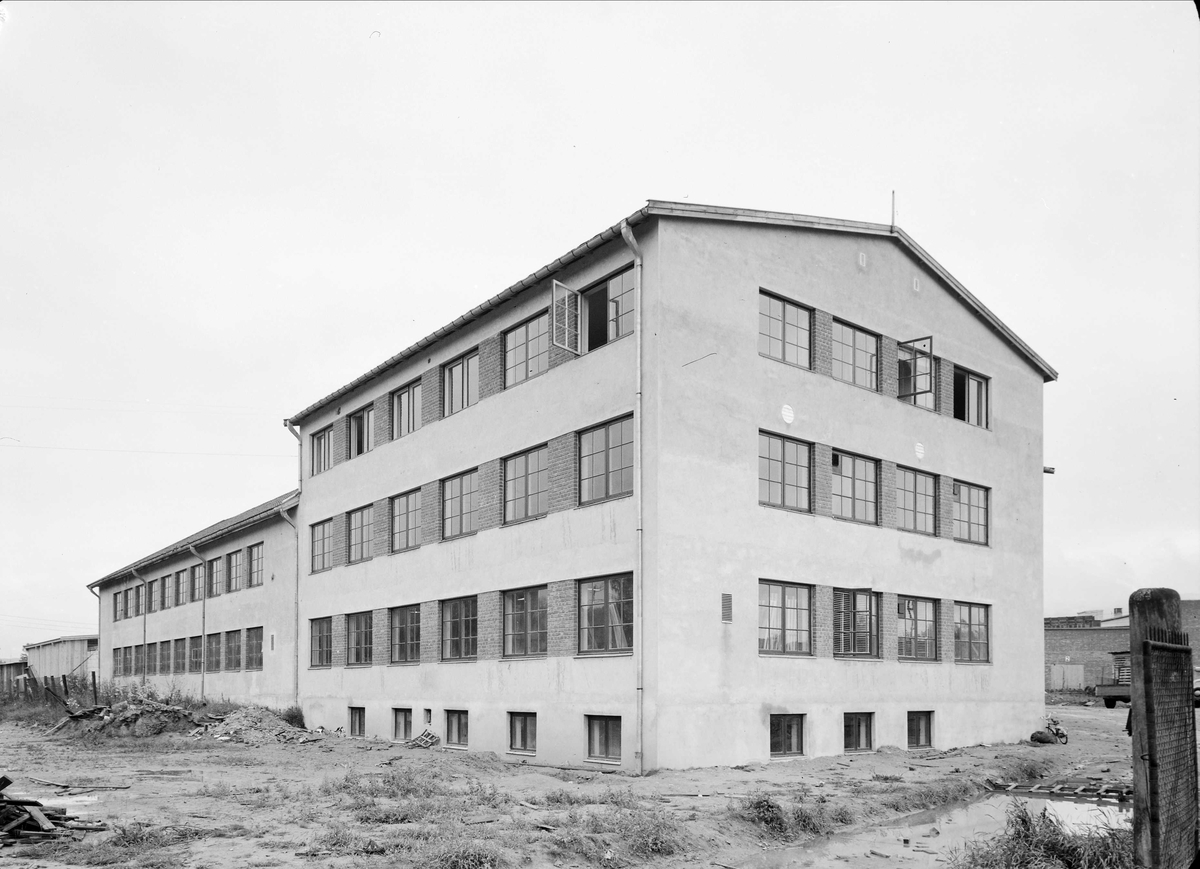
Splitkeinfabrikken på Hønefoss i 1951

Splitkeinfabrikken var en norsk skidtillverkare som grundades av Peter Østbye i Oslo som gjort sig känd som "Smörjningskungen" för sin klistervallning som han lanserade med stor framång 1914. Han lanserade vallningen över hela världen under varumärket Østbye och det blev känt som Østbyes klister. Senare marknadsfördes det som Mixolin universalklister. Han lanserade sin splitkein-skida 1934 efter att ha köpt patentet av Bjørn Ullevoldsæter Skifabrikk. 1935 var splitkein-skidorna en sensation när de norska skidåkarna använde dem i VM. Fabriken utvecklades till Norges största skidproducent. Licensavtal om tillverkning skrevs med producenter i minst 14 länder. Bland de som arbetade i Splitkeinfabriken i Oslo hörde skidåkarna Oddbjørn Hagen och Bjarne Iversen.
Skidåkaren Olav Økern arbetade i Splitkeinfabrikken under andra världskriget och arresterades efter Melkestreiken och fängslades utanför Hamburg tills han blev frigiven 1942.
Peter Østbye var nazist och medlem i Nasjonal Samling och blev efter andra världskriget av med sin verksamhet. 1947 tog Laila Schou Nilsen över verksamheten som nu fick namnet Splitkeinfabrikken Laila Schou Nilsen & Co. 1950 flyttade den till Hønefoss.
Bland svenska åkare som använde Splitkein hörde Sven Edin.

### Splitkein i Sverige
Näslunds Skidfabrik (AB J Näslunds järnhandel) i Örnsköldsvik tillverkade Splitkein-skidor i Sverige.